# 吉澤章

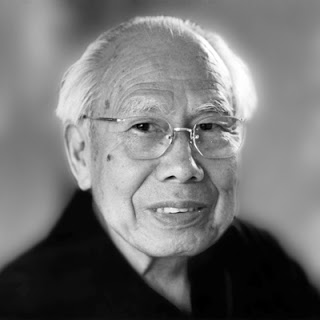
吉澤章

吉澤 章（よしざわ あきら、1911年3月14日 - 2005年3月14日）は、栃木県河内郡上三川町出身の折り紙作家。日本の創作折り紙の第一人者であるとともに、折り紙の世界的な普及に尽力したことで知られる。

## 生涯
12歳で上京し、様々な職業に就いた。幼い頃より折り紙が好きで、1938年より独学で折り紙の本格的な研究を始めた吉澤は、1954年に初の著書である「折り紙芸術」を刊行。同年に「国際折り紙研究会」を創設した。1966年からは、外務省から折り紙講師としてオセアニア、ヨーロッパへ派遣されるなど、世界各地で作品展、講演を行って折り紙の普及に努めた。
晩年も精力的に活動を行っていたが、2005年3月14日に肺炎のため東京都板橋区の病院で死去。ちょうど94歳の誕生日だった。
2012年3月14日、吉澤章の生誕101年を記念して、Googleのホームページのロゴが「折り紙」バージョンとなった（画像）。

## 著書
- 「新らしいおりがみ芸術 第1集（作品と折り方）」、折紙芸術社、1954年
- 「折り紙読本 : あそびから創作まで 第1」、緑地社、1957年
- 「たのしいおりがみ」（トッパンの図工えほん）、フレーベル館、1963年
- 「やさしいおりがみ」（吉沢章創作おりがみ集 ; 3）、フレーベル館、1971年
- 「たのしいおりがみ」（吉沢章創作おりがみ集 ; 1）、国際折り紙研究会、1974年
- 「やさしいおりがみ」（吉沢章創作おりがみ集 ; 3）、国際折り紙研究会、1974年
- 「おりがみえほん」（吉沢章創作おりがみ集 ; 2）、国際折り紙研究会、1974年
- 「美しい折り紙 : 吉沢章創作折り紙作品集」、鎌倉書房、1974年
- 「たのしいおりがみ」（吉沢章創作おりがみ集）、鎌倉書房、1978年
- 「やさしいおりがみ」（吉沢章創作おりがみ集）、鎌倉書房、1978年
- 「おりがみえほん」（吉沢章創作おりがみ集）、鎌倉書房、1978年
- 「母と子のたのしい折り紙」、家の光協会、1979年
- 「折り紙博物誌 2 （季節と行事）」、鎌倉書房、1979年
- 「折り紙博物誌 1 （動物のいろいろ）」、鎌倉書房、1979年
- 「創作折り紙」（NHK婦人百科）、日本放送出版協会、1984年
- 「吉沢章の楽しい折り紙」、主婦の友社、1985年
- 「折り紙読本 2」、鎌倉書房、1986年
- 「生命豊かな折り紙 : 創作折り紙作品集」、双樹舎、1996年
- 「折り紙読本 2」、ニューサイエンス社、1998年
- 「折り紙読本 1」、ニューサイエンス社、1999年
- 「折り紙博物誌 2 （季節と行事）」、ニューサイエンス社、2000年
- 「折り紙博物誌 1 （動物のいろいろ）」、ニューサイエンス社、2000年
- 「やさしいおりがみ」（吉沢章創作おりがみ集 ; 1）、ニュー・サイエンス社、2005年

## 受賞
- 1963年：毎日出版文化賞：『たのしいおりがみ』
- 1971年：モービル児童文化賞
- 1983年：勲五等双光旭日章
- 1986年：外務大臣賞